# Menschenrechtskommission der Vereinten Nationen
Die Menschenrechtskommission der Vereinten Nationen (englisch: United Nations Commission on Human Rights (CHR)) war eine gemäß Artikel 68 der UN-Charta eingesetzte Fachkommission der Vereinten Nationen zur Förderung und zum Schutz der völkerrechtlich verbindlichen Menschenrechte. Sie existierte von 1946 bis 2006 und wurde durch den UN-Menschenrechtsrat ersetzt.
Die UN-Menschenrechtskommission ist nicht zu verwechseln mit dem UN-Menschenrechtsausschuss (englisch: Human Rights Committee), dem UN-Vertragsorgan, das die Einhaltung des Internationalen Paktes über Bürgerliche und Politische Rechte überwacht.

## Entstehung und Entwicklung
Die entsetzlichen Erfahrungen mit dem Holocaust sowie der Kriegsführung des Zweiten Weltkrieges überzeugte die internationale Gemeinschaft, dass ein enger Zusammenhang zwischen individuellen Menschenrechten, internationalem Frieden und Sicherheit bestand. Staaten, die die natürlichen, angeborenen Rechte ihrer Bürger verletzten, so dachte man, gefährdeten ihre Nachbarn und das internationale System als Ganzes. Aus diesem Grund kam man zu der Überzeugung, dass nur ein internationales Friedens- und Sicherheitssystem in der Zukunft für Ordnung sorgen konnte. Die Errichtung einer Menschenrechtskommission war die logische
Konsequenz dieser neuen Weltanschauung, in der Frieden, Sicherheit und Menschenrechte als interdependent erachtet wurden.
Das Gremium wurde 1946 gegründet und war als Unterorgan dem UN-Wirtschafts- und Sozialrat rechenschaftspflichtig. Ursprünglich fanden die Sitzungen in New York und dann abwechselnd in Genf und New York statt, bis man 1974 die Menschenrechtsabteilung der UN ganz nach Genf verlegte. Mit dem zahlenmäßigen Anstieg der Mitgliedstaaten der Vereinten Nationen wurde auch die Zahl der Mitglieder der Menschenrechtskommission sukzessive von anfangs 18 auf zuletzt 53 Mitglieder erhöht. Die Mitglieder wurden vom UN-Wirtschafts- und Sozialrat für eine dreijährige Periode nach einem geographischen Regionalschlüssel gewählt, d. h., jede Region erhielt eine bestimmte Anzahl an Mitgliedern. Eine sofortige Wiederwahl von Staaten war möglich und temporär unbeschränkt – so war es Großmächten auch möglich quasi ständiges Mitglied in der Menschenrechtskommission zu werden. Die Menschenrechtskommission wurde 2006 aufgrund der Kritik, nicht effektiv für den Schutz der Menschenrechte einstehen zu können, durch den UN-Menschenrechtsrat abgelöst.

## Arbeitsweise
Die Kommission tagte jährlich in einer sechswöchigen Periode von März bis April. Aufgrund der beschränkten Sitzungsdauer war eine zeitgerechte Reaktion auf akut auftretende Menschenrechtsverletzungen nicht möglich. Um diesem Problem Abhilfe zu schaffen, gab es seit 1990 die Möglichkeit, in Fällen schwerer Menschenrechtsverletzungen Sondersitzungen abzuhalten; seit 1993 gab es auch besondere Verfahrensregeln für deren Einberufung und Durchführung.
Der Sitzungsablauf der MRK war in einer Agenda mit verschiedenen Tagesordnungspunkten organisiert, von welchen jeder einzelne einen anderen spezifischen thematischen Bereich bezogen auf Menschenrechte oder aber auf prozedurale Fragen zur Funktionsweise der MRK abdeckte. Am Ende jeder Sitzung hatte die MRK einen Bericht über die wesentlichen Ergebnisse der Debatten geordnet nach den einzelnen Tagesordnungspunkten, dazu die verabschiedeten Resolutionen und Entscheidungen, als auch Dokumententwürfe an den UN-Wirtschafts- und Sozialrat zu übermitteln.
Aufgabe der Kommission war es die Menschenrechtssituation in bestimmten Ländern zu beurteilen. Dabei kam es innerhalb des Gremiums immer wieder zu Kontroversen über die Auswahl der Länder, in die die Sonderberichterstatter letztendlich entsendet werden. Ergänzend zu diesen Berichten ging sie auch Hinweisen aus individuellen Menschenrechtsbeschwerden gemäß dem UN-Zivilpakt nach.
Die Menschenrechtskommission konnte auf dem Gebiet der Kodifizierung menschenrechtlicher Verbürgungen Erfolge vorweisen (die sog. „standard setting“-Phase): So wurde u. a. die Allgemeine Erklärung der Menschenrechte, der Internationale Pakt über Bürgerliche und Politische Rechte sowie der Internationale Pakt über wirtschaftliche, soziale und kulturelle Rechte von der Kommission ausgearbeitet.
Den Kontrollkompetenzen ihrer völkerrechtlichen Kodifizierungen waren allerdings Grenzen gesetzt, sie durfte Menschenrechtsverletzungen nur feststellen und öffentlich verurteilen. Entscheidungen über Maßnahmen zur Durchsetzung und Wahrung der Rechte wurden und werden vom UN-Sicherheitsrat, gegebenenfalls unter Mitwirkung der UN-Generalversammlung, getroffen.
Bei den Jahrestagungen waren fast alle Mitgliedstaaten der Vereinten Nationen und etwa 200 nichtstaatliche Organisationen als Beobachter vertreten.

## Kritik
Mit andauerndem Fortbestehen geriet die Kommission immer weiter unter Verruf und zahlreiche Medien, NGOs, Regierungsvertreter warfen der Kommission mangelnde Glaubwürdigkeit und Effizienz vor, die vor allem 4 Punkte betrafen: 
1. Eine Selektivität bei der Auswahl der Staaten, die in den Resolutionen kritisiert wurden, ließ viele Staaten „ungeschoren“ davonkommen. Eigentlich war die Menschenrechtskommission dafür zuständig sich mit allen Menschenrechtsverletzungen zu befassen und nicht nur mit denen der Staaten, die keine oder nicht ausreichende politische Gegenmacht mobilisieren konnten. Mittels politischer Absprachen zwischen den Delegationen wurden Menschenrechtsverletzungen oft gar nicht wahrgenommen oder nur mit Empfehlungen bedacht. Auch das Mittel der Nichtbefassungsanträge[5] war hochgeschätzt, um sich nicht mit der Menschenrechtslage in gewissen Ländern befassen zu müssen. Dieser, im englischen als “no-action motion” bezeichnet, ist eine Verfahrensweise, um die Wahl sowie jegliche Debatte bezugnehmend auf eine spezifische Resolution zu verhindern. Sobald ein Land einen Nichtbefassungsantrag einbringt, über diesen mehrheitlich positiv abgestimmt wird, kann keine Debatte bzw. Resolution zustande kommen. „In welcher Form die MRK im Einzelfall tätig wird, ist gleichwohl oft eine Frage der politischen Opportunität bzw. der vorhandenen Mehrheitsverhältnisse.“[6]
2. Eine Polarisierung zwischen den Staatengruppen lähmte die MRK zunehmend, d. h., es fand eine Blockbildung statt, mit den westlichen Staaten auf der einen Seite und den afrikanischen sowie asiatischen Staaten auf der anderen Seite. Viele Regierungsvertreter kritisierten außerdem eine zunehmende Politisierung der Kommission, womit gemeint war, dass viele Anträge von den Delegationen nicht aus sachlichen Erwägungen, sondern aus politischem Kalkül eingebracht wurden. Allerdings sprachen die Delegierten immer dann von Politisierung, wenn Themen oder Länder angesprochen wurden, die nicht erwünscht waren und sie selbst betrafen. Die afrikanische, asiatische Staatengruppe und Kuba warfen den westlichen Staaten vor, dass sie gegen Entwicklungsländer mit erhobenem Zeigefinger auftraten und Menschenrechtsverletzungen mit doppelten Standards beurteilten, während jene selbst jedoch Beschlüsse über schwere Menschenrechtsverletzungen in ihren eigenen Staaten blockierten.
3. Die Zusammensetzung der Menschenrechtskommission sorgte für ungeheure Kritik, wenn nicht oft sogar für Empörung. Jedes Mitglied der UN konnte auch Mitglied in der Kommission werden, sofern es auch ausreichend Unterstützung in seiner Regionalgruppe fand, um nominiert zu werden. Da jede Regionalgruppe meist genauso so viele Kandidaten vorbrachte wie ihnen zustand, war die Vorauswahl im UN-Wirtschafts- und Sozialrat hinfällig. Auch die „Hochrangige Gruppe für Bedrohungen, Herausforderungen und Wandel“ kritisierte in ihrem Bericht, dass Staaten nicht deshalb die Mitgliedschaft in der Menschenrechtskommission angestrebt hatten, weil sie die Menschenrechte stärken wollten, sondern um sich selbst vor Kritik zu schützen oder um Kritik an anderen zu üben.[7]
4. Die mangelnde Reaktionsfähigkeit auf sich abzeichnende, akute, massive Menschenrechtsverletzungen verursacht durch den jährlichen Tagungsrhythmus ist ein weiterer Kritikpunkt. Sondersitzungen waren eher die Ausnahme und fanden in der Geschichte der MRK nur vier Mal statt. In der Regel blieben die Berichte von Sonderberichterstattern monatelang liegen, bevor man sie in der einmal jährlich stattfindenden sechswöchigen Tagung der Kommission diskutierte.

## Ablösung
Als Teil der Reformbestrebungen der Vereinten Nationen entschloss sich die UN-Generalversammlung am 18. März 2006 mit einer Zustimmung von 180 Stimmen für die Gründung des UN-Menschenrechtsrats als Nachfolgeorganisation der UN-Menschenrechtskommission. Die Kommission war von vielen Seiten in die Kritik geraten, nicht effektiv für den Schutz der Menschenrechte einstehen zu können.
Die Initiative zur Schaffung des Menschenrechtsrates geht auf die Hochrangige Gruppe für Bedrohungen, Herausforderungen und Wandel und ihrem Bericht „Eine sicherere Welt: Unsere gemeinsame Verantwortung“ zurück, der eine Analyse der institutionellen Kapazitäten der Vereinten Nationen zum Inhalt hatte. Die Hochrangige Gruppe machte den Vorschlag, den Menschenrechtsrat als ein Hauptorgan der Vereinten Nationen zu gründen, d. h. dem Sicherheitsrat oder der Generalversammlung gleichgestellt. Auf dem Weltgipfel 2005 beschlossen dann die Staats- und Regierungschefs, unter anderem, die Menschenrechtskommission abzulösen und durch den Menschenrechtsrat zu ersetzen. Die Verhandlungen zur Etablierung des Menschenrechtsrates wurden anschließend begonnen.